# Берлядка
Берлядка (укр. Берлядка; до 2016 года — Петровка, укр. Петрівка) — село на Украине, находится в Мурованокуриловецком районе Винницкой области.
Код КОАТУУ — 0522884804. Население по переписи 2001 года составляет 315 человек. Почтовый индекс — 23442. Телефонный код — 4356.
Занимает площадь 0,986 км².

## Религия
В селе действует Свято-Покровский храм Мурованокуриловецкого благочиния Могилёв-Подольской епархии Украинской православной церкви.

## Адрес местного совета
23441, Винницкая область, Мурованокуриловецкий р-н, с. Обухов, ул. Солнечная, 22